# Луцій Постумій Мегелл (консул 262 року до н. е.)
Луцій Постумій Мегелл (лат. Lucius Postumius Megellus; ? — 253 до н. е.) — політичний, державний та військовий діяч часів Римської республіки, консул 262 року до н. е., учасник Першої Пунічної війни.

## Життєпис
Походив з патриціанського роду Постуміїв. Син Луція Постумія Мегелла, консула 305 року до н. е. 
У 262 році до н. е. обрано консулом разом з Квінтом Мамілієм Вітулом. У цей час тривала війна з Карфагеном. На чолі 4 легіонів переправився до Сицилії, з якими взяв в облогу місто Агрігент (обороняв Ганнібал Гісгон). Втім Мегелл не зміг зайняти місто. Сенат продовжив повноваження Постумія для ведення війни на Сицилії. У 261 році до н. е. завдав поразки карфагенянам на чолі із Ганноном й захопив Агрігент. За перемогу отримав тріумф. По поверненні до Риму розпочав підготовку військового флоту. У 253 році до н. е. обрано цензором разом з Децимом Юнієм Пера, але того ж року помер.